# Godyris sorites
Godyris sorites är en fjärilsart som beskrevs av Fox 1968. Godyris sorites ingår i släktet Godyris och familjen praktfjärilar. Inga underarter finns listade i Catalogue of Life.